# Gideonsberg
Gideonsberg är ett administrativt bostadsområde och en stadsdel i norra Västerås. Området består av delarna Gideonsberg, Emaus och Nordanby gärde. Området avgränsas av Riksväg 56 (Bergslagsvägen), Norrleden, järnvägen (Mälarbanan) och E18. Genom Gideonsberg rinner den delvis kulverterade Emausbäcken, som har en damm där gräsänder bor vintertid. Emausbäcken mynnar ut i Svartån vid Biskopsängen. Många av gatorna på Gideonsberg är uppkallade efter blommor, t.ex. Hästhovsgatan och Svärdsliljegatan.
För Gideonsberg bildades 1991 Gideonsbergs församling, som 2006 uppgick i Skerike-Gideonsbergs församling och 2014 återbildades.
Ett vanligt smeknamn för området är Gidde.

## Bebyggelse

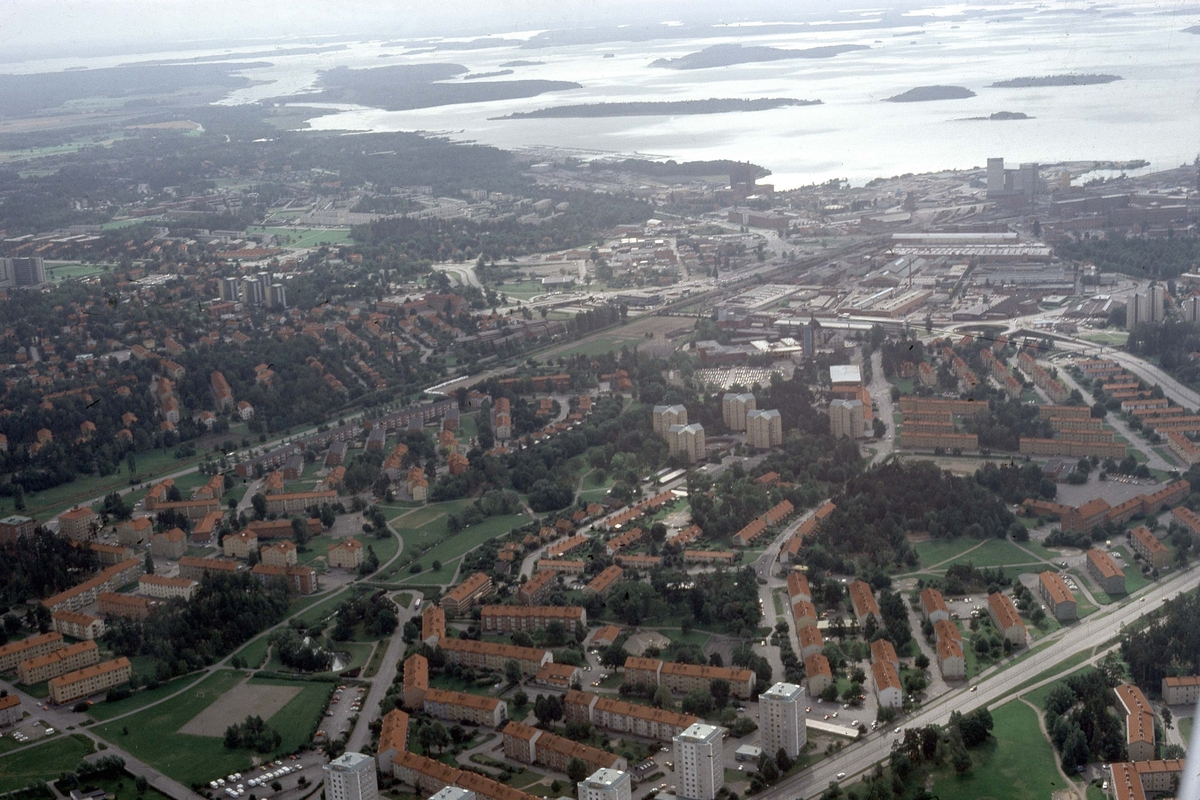
Flygfoto över Gideonsberg 1977.

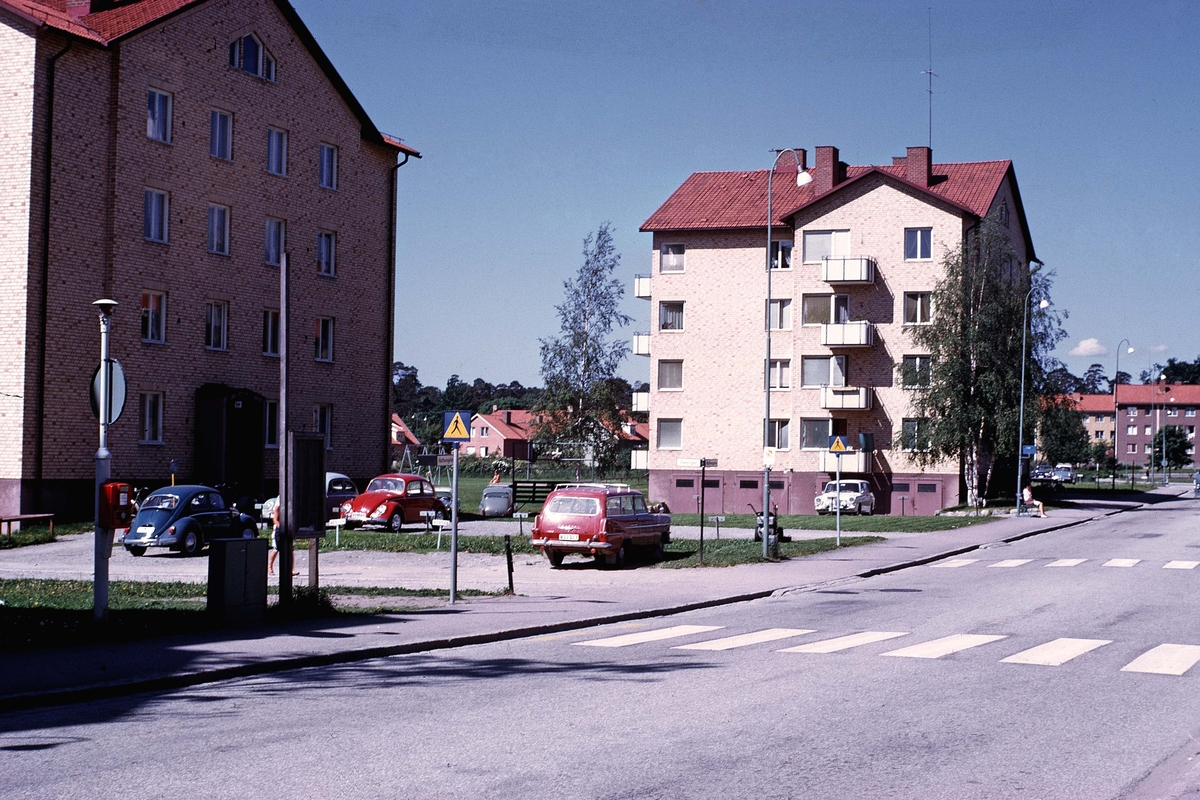
Hästhovsgatan 1967.

Gideonsberg är huvudsakligen bebyggt under 1940- och 50-talet. Bostadshusen är mestadels punkthus och lamellhus. På Vitmåragatan finns fem stjärnhus, som är de enda stjärnhusen i Västerås. Det finns även viss radhus- och villabebyggelse på Gideonsberg. Vid Emausbäcken finns några parkområden. Nordanby gärde är till stor del bebyggt med kedjehus. Områdets sydligaste del har en mer industriell prägel, även om vissa av de fabriksbyggnader som tidigare fanns där (t.ex. Aseas isolatorfabrik) numera är rivna.
Gideonsberg hade tidigare en högstadieskola, Gideonsbergsskolan. Den är uppförd under 1950-talet, då området var mer barnrikt. Byggnaderna står kvar, men man planerar att bygga ett nytt bostadsområde, Kungsljuset, delvis i de gamla skollokalerna. Byggstart planeras till 2017.[uppföljning saknas]

## Näringsliv
Områdets södra del dominerades tidigare av Asea, läs mer om det i Emaus. Asea uppförde  personalbostäder i södra delen av Gideonsberg, den s.k. Aseastaden. 

## Stadsdelen Gideonsberg
Området avgränsas av Vårlöksgatan, södra kanten av Orrbo hage, järnvägen (Mälarbanan), Långmårtensgatan, Gideonsbergsgatan, E18 och Bergslagsvägen.
Området gränsar i norr till Nordanby gärde, i öster till Haga i söder till Emaus, i sydväst, över E18 till Karlsdal och Kristiansborg och i väster till Skallberget.